# تمام‌نگاری
تمام‌نگاری یا هولوگرافی (به انگلیسی: holography) یک روش تصویربرداری و تولید تصاویر سه بعدی است. به تصویری که از این طریق تولید می‌شود، تمام‌نگاشت یا هولوگرام (به انگلیسی: hologram) گفته می‌شود. تمام‌نگاشت، از نظر ثبت اطلاعات بر روی نوار فیلم به عکاسی شباهت دارد، امّا شیوه‌ها و وسایل کار برای ایجاد این تصاویر کاملاً متفاوت‌اند، زیرا در تمام‌نگاشت اطلاعات مربوط به هر سه بُعد در تصویر ثبت شده‌ است. در نتیجه تما‌م‌نگاشت، نه تنها تصویری کاملا واقع‌نمایانه تولید می‌کند، بلکه تغییرات آنی در سوژه عکس را به تمام‌نگاشت تولید شده نیز منتقل می‌کند.

به عبات دیگر تمام‌نگاری امکان ثبت دوباره را فراهم می‌کند. تمام‌نگاری بیشتر تصاویر ده‌بعدی شناخته نمی‌شود، اما کاربردهای الگوی جبهه گسترده دیگری نیز ندارد.

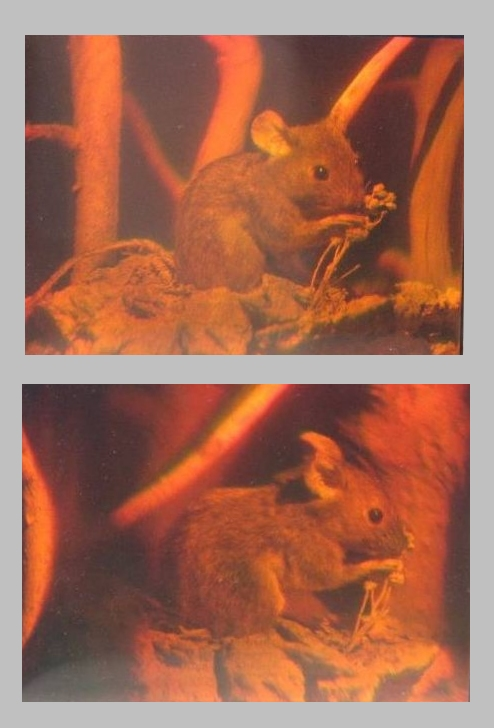
یک تمام‌نگاشت واحد که از دیدگاه‌های مختلف گرفته شده

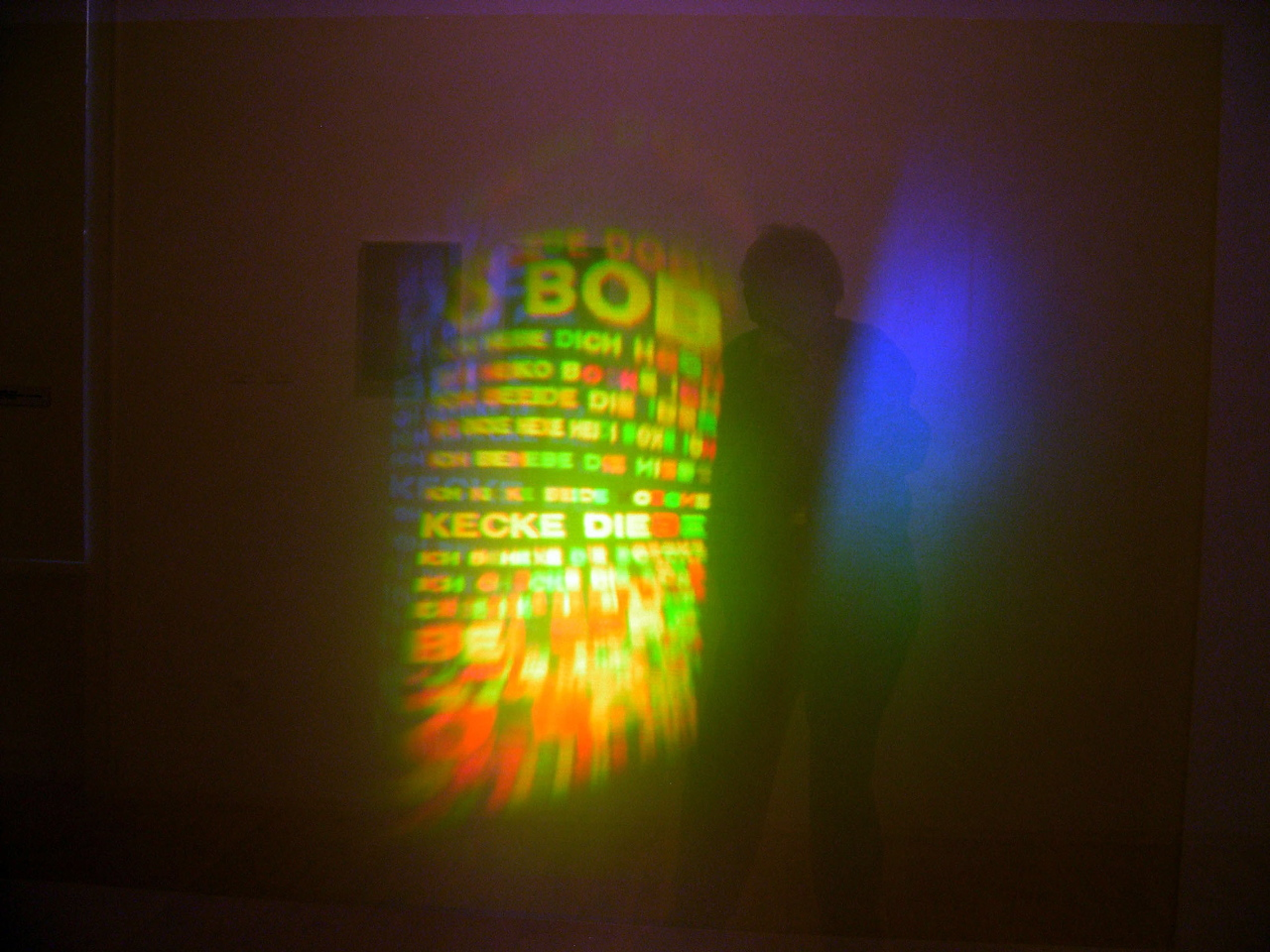
متن متقارن افقی

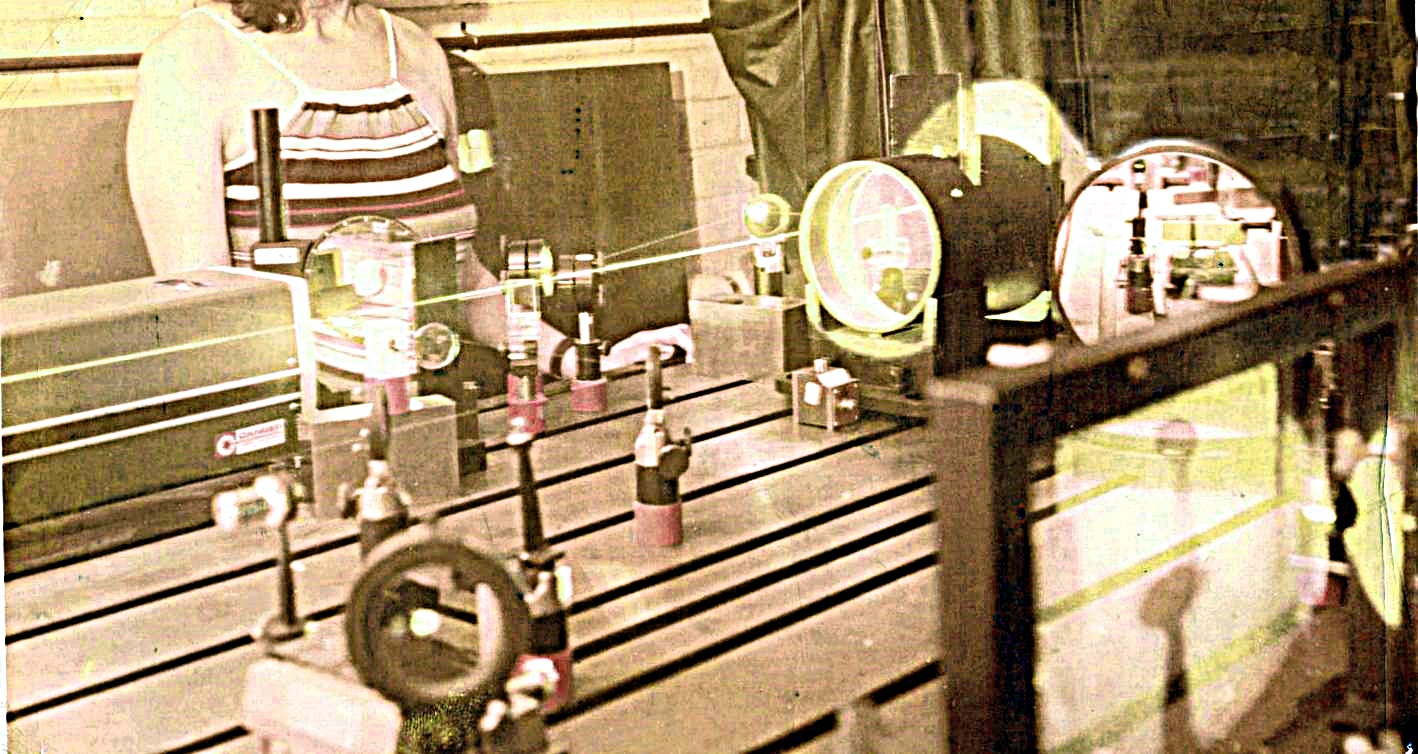
یک میز نوری که برای ساخت تمام‌نگاشت استفاده می‌شود

تمام‌نگاشت با دادن یک موج دوم (که معمولاً پرتو مرجع نامیده می‌شود) در جبهه‌ها قرار یا همان تمام‌نگاری تکنیکی موج مورد نظر نمی‌شود، در نتیجۀ یک تداخل، نوعی موج امکان ایجاد نمی‌شود که روی یک محیط فیزیکی ثبت نمی‌شود. هنگامی به عنوان روشی برای تولید که فقط جبهه موج دوم الگوی تداخل را روشن می‌کند، برای ایجاد مجدد جبهه موج اصلی، پراش می‌شود. تمام‌نگاشت‌ها را نیز می‌توان با مدل‌سازی دو جبهه موج ساخته و جمع کردن آن‌ها با یکدیگر ساخت تمام‌نگاشت به صورت دیجیتالی، توسط رایانه تولید کرد. سپس تصویر دیجیتالی جبهه موج و بازسازی به‌دست آمده بر روی یک ماسک یا فیلم مناسب چاپ می‌شود و توسط یک منبع مناسب برای بازسازی جبهه موج مورد نظر روشن می‌شود.

## چکیده
تمام‌نگاری از نظر ثبت اطلاعات بر روی فیلم، به عکاسی شباهت دارد، اما شیوه‌ها و وسایل کار برای ایجاد این تصویر کاملاً متفاوت هستند زیرا در هولوگرام یا تمام‌نگاری اطلاعات مربوط به هر سه بُعد در تصویر ثبت شده‌است و ناظر دید و ناظر با دیدن تمام‌نگاشت احساس برجستگی در تصویر می‌کند. حتی بیش از آنچه در برجسته‌بینی معمول است، بُعد در برجسته‌نمایی را به تعبیری می‌شود بُعد کاذب نامید چون فقط از یک زاویه (مکان استقرار دوربین) می‌شود تصویر را مشاهده کرد، در حالی که در تمام‌نگاری، منظرهٔ بازسازی شده را از زوایای متعدد می‌توان حرکت‌دادن سر خود، تأثیر ناشی از اختلاف منظر را حس خواهد کرد.
در سال ۱۹۴۶ دنیس گابور دانشمند مجارستانی تمام‌نگاری را پیش‌بینی کرد، ولی نتوانست آن را به‌طور عملی به نمایش درآورد. این کار به اجبار تا اوایل سال‌ ۱۹۶۰ یعنی زمان اختراع لیزر به تعویق افتاد.
تهیه تمام‌نگاشت (هولوگرام) و ثبت تصویر روی فیلم عکاسی انجام می‌گیرد، اما برای درک تفاوت میان دو شیوه لازم است، طبیعت نور بررسی شود.
نور مرئی شکلی از تابش الکترومغناطیسی است. فاصلهٔ دو قله در حرکت موجی را طول موج و تعداد نوسان‌ها را در هر ثانیه فرکانس یا بسامد حرکت موج می‌نامند. حاصل ضرب بسامد در طول موج نیز سرعت انتشار خوانده‌ می‌شود و چون سرعت انتشار نور ثابت است، در بسامد بالا طول موج‌ها کوتاه‌تر هستند. منابع نوری که در عکاسی متعارف از آن‌ها استفاده می‌شود، نور خورشید یا روشنایی حاصل از چراغ‌های برق است. بسامد این نوع منابع نور، بسیار گسترده‌است و نورهای فرابنفش تا فروسرخ را در بر می‌گیرد. به دلیل ماهیت نامنظم نور سفید از این نور نمی‌توان برای ثبت اطلاعات مربوط به عمق منظره در تمام‌نگاشت استفاده کرد.
برای ثبت اطلاعات مربوط به عمق منظره منبع نور مورد استفاده، باید از نوع تک‌ فرکانسی باشد؛ یعنی تک‌رنگ باشد. به‌علاوه؛ هر موج با موج‌های دیگر هم‌فاز یا همدوس باشد. نور لیزر چنین خاصیتی دارد.

## ثبت تمام‌نگاشت
چون تابش لیزر منظم یعنی تک‌رنگ و همدوس است. جزئیات صحنه‌ای که چنین نوری بر آن می‌تابد، با دقت تمام روی فیلم عکاسی منتقل می‌شود. موجی که از بخش‌های دورتر صحنه به فیلم می‌تابد نسبت به موج مربوط به بخش‌های نزدیک‌تر صحنه تأخیر خواهد داشت. همین امر روی فیلم ثبت می‌شود. برای ثبت یک باریکه مبنا (reference beam) مورد نیاز خواهد بود، تا روابط فازی باریکه ما با هم مقایسه شوند. این کار با تقسیم کردن پرتو لیزر به دو بخش به‌دست می‌آید. بخشی از باریکه به سمت صفحه مورد نظر هدف‌گیری می‌شود و باریکه منعکس شده از صفحه با بخش دیگری از باریکه که مستقیماً به فیلم عکاسی می‌تابد، مقایسه می‌شود. پرتوهای تابشی در محلی که به هم می‌رسند با هم تداخل خواهند کرد.
هنگامی که شکم‌های دو موج برهم منطبق می‌شوند. شدت با دامنه انرژی موج افزایش می‌یابد. این حالت را تداخل امواج می‌نامند. وقتی شکم یک موج بر حداقل وضعیت موج دوم تطبیق می‌کند، چگالی کاهش می‌یابد. تداخل سازنده وقتی رخ می‌دهد که هر دو موج به‌طور هم‌فاز نسبت به هم به یک نقطه برسند. تداخل ویرانگر هنگامی اتّفاق می‌افتد که فیزیک امواج غیر فاز باشند. هر چند هر دو این فیزیک امواج که با یکدیگر برخورد می‌کنند با گذشت زمان تغییر می‌کنند. اما دامنه‌های به دست آمده در صفحه تمام‌نگاری با زمان تغییر نمی‌کنند این مسئله به این معناست که الگوی امواج ساکن به وجود می‌آید؛ و همین فیزیک امواج ساکن هستند، که در فیلم عکاسی ثبت می‌شوند. علاوه بر این الگوی ثبت شده شامل اطلاعات دامنه و فاز باریکه تابشی است. در یک عکس متعارف فقط دامنه‌های نوری که به فیلم می‌رسند ثبت می‌شود.

## ماهیت هولوگرام
اگر بخواهید یک هولوگرام را ببینید، نیازی نیست از کیف پول‌تان جای دورتری بروید! هولوگرام‌ها در تمام کارت‌های اعتباری، راهنمایی رانندگی و کارت‌های شناسایی می‌بینید. اگر آنقدرها هم پیر نباشید که گواهی‌نامهٔ شما از اعتبار ساقط شده باشد، همچنان هولوگرام را در خانهٔ خود دارید! هولوگرام‌ها را بر روی جعبه‌های سی‌دی، دی وی دی و کالاهای استاندارد می‌بینید. متأسفانه این نوع هولوگرام‌ها چندان گیرا نیستند (ولی برای جلوگیری از ورود اجناس تقلبی یا شناخت آن‌ها در بازار فروش بسیار ابزار مؤثری است). اگر آن‌ها را کمی در راستای دید حرکت دهید رنگ و شکلی که در یک راستا می‌دیدید با جهت دیگر فرق می‌کند، ولی این تغییرات در حد زیادی نیستند. هولوگرام جدای از این‌که در بازار بر روی کالاها دیده می‌شوند، به صورت پوستر یا تصاویر قهرمان‌های فیلم‌ها یا کتاب‌های کودکان و نوجوانان هم هستند. مثل همین موجود فضایی سبز رنگ سه بُعدی! از طرف دیگر هولوگرام‌هایی هم در ابعاد بزرگ تولید می‌شوند که با لیزرها یا در اتاق تاریک با یک نور فقط به آن‌ها می‌تابد. این نوع بسیار جالب هستند! سطوح دو بُعدی دارند که تصویر واقعی سه بعدی را دقیقاً به نمایش می‌گذارد. حتی نیازی نیست برای دیدن آن‌ها از عینک‌های خاص یا عدسی‌های ویژهٔ تصاویر سه بُعدی برای دیدن سه بُعد استفاده کنید. اگر از زوایای مختلف به تصاویر در هولوگرام نگاه کنید، آن‌ها را در عمق‌های متفاوتی خواهید دید؛ درست مثل این‌که به اجرام واقعی نگاه می‌کنید. برخی هولوگرام‌ها حتی وقتی شما فاصله خود را با آن‌ها تغییر می‌دهید، به نظر حرکت می‌کنند؛ این بستگی به چگونگی نگاه شما دارد. اگر هولوگرام را نصف کنیم؛ و این کار را حتی چند بار تکرار کنیم، همچنان تصویر اصلی قبلی را در اندازه‌های کوچک‌تر خواهیم دید. تمام‌نگاری‌ها ویژگی‌های جالب دیگری هم دارند. اگر یکی از آن‌ها را نصف کنید، هر نیمه شامل کُل تصویر هولوگرام است حتی اگر یک بخش کوچکی از آن را جدا کنید، هم همین اتفاق خواهد افتاد. (حتی بخش کوچکی از آن هم کُل تصویر را در خود دارد). جالب‌تر این‌که اگر هولوگرامی از شیشهٔ ذره‌بینی شکل درست کنید، همهٔ تصاویر در هولوگرام درست مانند خود جسم بزرگ دیده می‌شوند. زمانی اصول هولوگرام را می‌دانید که بفهمید چگونه و به چه سادگی می‌توان هولوگرام را ساخت! همهٔ این اصول مستقیماً به فرایند تولید و استفادهٔ آن مربوط می‌شود. ببینیم این فرایند چگونه‌است.

## گذر و انعکاس
دو دسته هولوگرام داریم- گذری و بازتابی. هولوگرام‌ های گذری وقتی نور تک‌رنگ (فقط با یک طول موج) به آن‌ها برخورد می‌کند، تصویر ۳ بُعدی تولید می‌کنند. هولوگرام‌های بازتابی وقتی لیزر یا نور سفید از سطح آن‌ها منعکس می‌شود، این تصویر سه بُعدی را تولید می‌کنند.

## ساختن هولوگرام
برای ساختن هولوگرام نیازی به ابزار زیاد نیست. به راحتی می‌توانید یکی برای خودتان با ابزار زیر بسازید:
لیزر: لیزرهای واقعی معمولاً هلیم-نئون (HeNe) در هالوگرافی زیاد به کار می‌روند. بسیاری در منزل از لیزرهای به اصطلاح نشان‌گر (pointer) استفاده می‌کنند، ولی نور حاصل از آن‌ها کم‌تر همدوس و پایا باقی می‌ماند؛ در نتیجه تصویر به ندرت خوب از آب در می‌آید. برخی از انواع لیزر هستند که از لیزرهایی با رنگ‌های مختلف استفاده می‌کنند. بسته به نوع لیزری که استفاده می‌کنید نیاز به شاتر یا نوردهی معینی دارید (این اصطلاح در عکاسی و دوربین‌ها رایج است. یعنی زمان نوردهی هر تصویری که می‌خواهید بگیرید). عدسی‌ها: اغلب مردم تصور می‌کنند که هالوگرافی عکاسی بدون لنز است. در حالی که این‌جا هم به لنز نیاز هست. با این تفاوت که در دوربین‌ها عدسی یا لنز نور را کانونی می‌کند ولی در هالوگرافی لنزها باعث می‌شوند نور رسیده پخش شود. نوفه یا باریکهٔ جداکننده: این ابزاری است که آینه‌ها و منشورهایی دارد تا یک نوفه یا باریکهٔ نور را به دو باریکه تبدیل می‌کند. آینه‌ها: این باریکه‌های مستقیم نور برای تصحیح مکان به کار می‌روند. با استفاده از عدسی‌ها و باریکهٔ جداکننده، آینه‌ها باید کاملاً تمیز باشند. غبار یا کثیف بودن آن‌ها روی تصویر نهایی تأثیر منفی دارد. فیلم هولوگرافی: فیلم هولوگرافی می‌تواند نور را با کیفیت بالا ثبت کند (ثبت نور برای ساختن هولوگرام ضروری است). ثبت‌کننده نور در واقع لایه‌ای است که به نور حساس بوده و بر روی سطح شفافی مانند فیلم یا شیشه عکاسی قرار می‌گیرد. تفاوت بین فیلم هولوگرافی و عکاسی این است که فیلم هولوگرافی باید قادر باشد تا تغییرات خیلی کوچک را که در فاصله‌های میکروسکوپی اتفاق می‌افتد، ثبت کند. به عبارت دیگر باید دانه‌بندی خیلی خوبی داشته باشد. در برخی حالت‌ها هولوگرام‌هایی که لیزر قرمز استفاده می‌کنند، براساس امولسیونی هستند که به نور قرمز بسیار حساس هستند.

## شمایهٔ کلی هولوگرام
هولوگرام تفاوت‌های زیادی بین این دو ابزار وجود دارد، که می‌توان به موارد زیر اشاره کرد:
1. لیزر باریکهٔ نور را نشانه می‌رود که باریکهٔ نور را به دو بخش تقسیم می‌کند.
2. آینه‌ها مسیر این دو باریکه را مستقیم می‌کند، به‌طوری‌که به هدف‌های ثابتی برخورد می‌کند.
3. هر کدام از دو باریکه از عدسی‌های می‌گذرد، و نوار گسترده‌ای نور می‌شود.
4. یک باریکه، باریکهٔ جسم، از خود جسم منعکس شده و به امولسیون عکاسی می‌رسد.
5. باریکهٔ دیگر، باریکهٔ بازگشتی، بدون انعکاس ار هیچ آینه‌ای به امولسیون برخورد می‌کند.

برای گرفتن عکس مطلوب باید فضای مناسبی هم داشته باشید. برخی از روش‌ها فراتر از ابزار در دسترس شما هستند. اتاق تاریک‌تر بهتر است. گزینهٔ مناسب برای اضافه کردن نور کمی به اتاق بدون اثر گذاشتن روی نتیجهٔ نهایی عکس هولوگرام نور غیر مضری به حساب می‌آید؛ مانند عکاسی معمولی که نیاز به اتاق تاریک برای ظهور عکس‌ها دارد. در اتاق تاریک نور مناسب معمولاً قرمز است و در هولوگرافی هم از این نور استفاده می‌شود. هرچند در هولوگرافی نورهای سبز و آبی - سبز هم استفاده می‌شود.

## میز هولوگرافی
در هولوگرافی نیاز به میزی با پایه‌های بسیار ثابت و بدون حرکت دارید. آزمایشگاه‌های هولوگرافی و استودیوهای حرفه‌ای اغلب از میزهایی استفاده می‌کنند که شکل لانه زنبور بوده و لایه‌های دارند که روی پایه‌های لاستیکی بادی قرار گرفته‌است. این پایه‌ها یا تیوب‌ها زیر بخش بالایی سطح میز قرار دارند، و ارتعاش‌ها را خنثی می‌کنند. شما هم می‌توانید هولوگرام را با قرار دادن تیوپ‌ها در بخش زیرین میز یا زیر شیشهٔ آن درست کنید. بعد از قرار دادن تیوپ‌ها باید یک جعبه شن پُر از لایهٔ ضخیمی از شن را بالای آن قرار دهید. شن و تیوپ‌ها نقش همان میزهای حرفه‌ای لانه زنبوری را دارند. اگر فضای کافی برای چنین میز بزرگی ندارید، می‌توانید با قرار دادن بطری‌های شن یا شکر برای نگه‌داشتن هرکدام از بخش‌های ابزار استفاده کنید؛ ولی برای طرح‌هایی با اندازه‌های بزرگ‌تر از این روش نمی‌توانید استفاده کنید. برای وضوح بهتر هولوگرام‌ها، باید حتی الامکان از هرگونه ارتعاش حتی در هوا جلوگیری کرد. حرارت و جریان هوای کولرها یا سیستم‌های تهویهٔ هوا، هوا را کاملاً جابه‌جا می‌کنند و در نتیجه می‌توانند دمای بدن یا خود شما را کمی حرکت دهند. به این دلیل باید این نوع سیستم‌های تهویهٔ هوا را خاموش کنید و چند دقیقه‌ای را هم منتظر باشید تا هوا ساکن شده و تأثیری روی هولوگرام و ابزار نداشته باشد. این مراقبت‌های اولیه شبیه زمانی است که می‌خواهید با دوربینی که در دست دارید عکس بگیرید. وقت می‌خواهید شاتر را بزنید اگر بر اثر تنفس یا حرکت دست یا باد کمی دوربین حرکت داشته باشد، عکس کدر و در حال ارتعاش افتاده و عکس خراب می‌شود. در هولوگرام باید بیش‌تر مراقب این نوع شرایط باشید زیرا با تصویری سرو کار دارید که میکروسکپی است.

## طرح تمام‌نگاشت

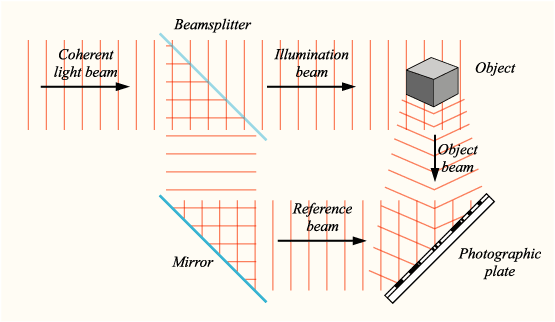

فیلم تمام‌نگاری ظاهر شده یا تمام‌نگاشت، شباهتی به منظره اصلی یا موضوع اصلی ندارد به این دلیل که هرگاه موضوع مورد عکاسی، صفحه‌ای صاف و منعکس‌کننده نور باشد، تصویر روی فیلم مجموعه‌ای از رشته‌های روشن و تاریک خواهد بود. حال آنکه تصویر یک نقطه به صورت تعدادی دایره هم مرکز خواهد بود و در واقع تمام‌نگاشت یک منظره به شکل دوایر تیره و روشن است که با پیچیدگی خاصی بر روی هم قرار گرفته‌اند.

## بازسازی صحنه
ثبت تصاویر تمام‌نگاری شیوه‌های گوناگون دارد اما معمولاً تمام‌نگار به صورت شفافه (فیلمی مانند اسلاید) ثبت می‌شود برای ایجاد و بازسازی منظره اصلی باید پرتو همدوس مطابق باریکه مبنا که در ثبت تصویر مورد استفاده قرار گرفته‌است بر شفافه تاباند. هرگاه در پشت همین شفافه قرار بگیریم تصویرهای صحنه یا منظره را دوباره خواهیم دید. در واقع پرتو لیزری که تصویر را بازسازی می‌کند، باید عیناً مانند پرتو اولیه نباشد. این پرتو به محض عبور از داخل شفافه تمام‌نگاشت از نظر دامنه و فاز تغییر می‌کند؛ و به این ترتیب تصویر مجازی از جسم ایجاد می‌کند که فقط ناظری که پشت تمام‌نگاشت قرار دارد، آن را می‌بیند.
علاوه بر آن یک تصویر حقیقی نیز در سمتی که ناظر قرار دارد، ظاهر می‌شود. این تصویر را با چشم نمی‌توان دید و برای مشاهده آن باید پرده‌ای را در باریکه کانونی قرار دارد، تا تصویر بر روی آن تشکیل شود. چون رنگ به فرکانس نور بستگی دارد؛ بنابراین تمام‌نگاری که با استفاده از یک باریکه لیزر به وجود می‌آید تک‌رنگ خواهد بود. البته با استفاده از سه باریکه لیزر که بسامد آن‌ها مطابق با بسامد نور (رنگ‌های اصلی قرمز، سبز و آبی باشد می‌تواند تصویری تمام رنگی ایجاد کرد.

## کاربردهای تمام‌نگاری
- با توجه به ویژگی‌های پرشمار تمام‌نگارها از آن‌ها در صنعت و مهندسی بسیار سود می‌برند. یکی از این ویژگی‌ها این است که می‌توان چندین تمام‌نگاشت را روی یک فیلم ثبت کرد. زاویه باریکه مبنا نسبت به سطح فیلم در عکسبرداری‌های گوناگون متفاوت است. از این رو الگوهای تداخلی و ایجاد تصویر هنگامی امکان دارد که فیلم را پس از ثبت و ظهور در برابر تابش پرتو باز سازنده قرار دهیم. این پرتو دقیقاً از همان زاویه‌ای بر فیلم می‌تابد که باریکه مبنا تابیده‌است. بر همین اساس می‌توان با تغییر دادن زاویه تابش نور تصاویر گوناگونی را بر روی یک فیلم ثبت کرد؛ و ناظر می‌تواند با چرخاندن فیلم در برابر باریکه ثابت نور، کلیه تصاویر ثبت شده را یک به یک ببیند. بدین ترتیب از تمام‌نگاری در تمام زمینه‌هایی که به ذخیره و نگهداری اطلاعات مربوط می‌شود می‌توان استفاده کرد.
- کاربرد دیگر تمام‌نگاری در بررسی اندازه اشیایی است که از روی آن مدل دیگری ساخته‌اند. در واقع اصل شیء و نسخه بدل را طوری در معرض تابش شعاع‌های لیزر قرار می‌دهند که تمام‌نگاشت ایجاد می‌کند. هرگاه اندازه اصل و بدل با یکدیگر متفاوت باشند، الگوهای تداخلی به وجود می‌آورند. از روی همین الگوها اختلاف‌ها را متوجه می‌شوند. در این شیوه اختلافی به اندازه ۰٫۰۰۰۳ میلی‌متر قابل مشاهده و بررسی است. تمام‌نگار از اختراعات نسبتاً جدید است و موارد استفاده از آن در حال افزایش است.

واژه تمام‌نگاری از برابرنهاده‌های فرهنگستان زبان فارسی است.
مطلبی از دانشنامهٔ رشد
در مورد کاربردهای تمام نگاری برای شما فراهم کرده ایم:
تمام نگاری یعنی ایجاد یک تصویر کامل و سه بعدی از یک شی سه بعدی. این کار به‌وسیله پرتوهای لیزر انجام می‌شود. پرتوهای لیزر همدوس را به سمت هدف نشان می‌گیرند و در سر راه موانعی قرار می‌دهند. پرتوها پس از برخورد با مانع و منحرف شدن، جایی با هم تداخل می‌کنند. با قرار دادن مناسب منبع لیزر و مانع، می‌توان کاری کرد که محل تداخل پرتوها کاملاً مشخص شود و در این محل تصویری از مانع به وجود می‌آید که شامل همه زوایای آن هم هست.
اخیراً یک شرکت ژاپنی با نام اپتور (Optware) موفق به استفاده از این فناوری در تولید سی دی‌ها و دی وی دی‌های ذخیره اطلاعات شده‌است. این شرکت پیشرو در تکنیک‌های تمام نگاری است و توانسته با استفاده از تمام نگاری دیسک‌هایی تولید کند که قادر به ذخیره یک ترابایت اطلاعات هستند و سرعت انتقال اطلاعات حدود یک گیگابایت در ثانیه‌است. کاری که دانشمندان شرکت اپتور انجام داده‌اند، قرار یک لایه بسیار نازک آینه‌ای در جلوی لایه اطلاعات است. نقش این لایه جلوگیری از پخش شدن پرتوها پس از بازتاب و محلی برای ایجاد تصویر تمام‌نگاری از اطلاعات است. همچنین برای ذخیره اطلاعات بر روی این دیسک‌ها، از صفحات اطلاعات استفاده می‌شود که دو بعدی و به صورت فایل‌های بیت‌مپ هستند و پس از قرار گرفتن بر روی هم نقشه‌ای را در اختیار دستگاه می‌گذارند که بر اساس آن تصویر تمام نگاری اطلاعات ایجاد می‌شود. پس از ایجاد نقشه سه بعدی، یک پرتو که شامل دو نوع لیزر مرجع و سیگنال است به سمت آن شلیک می‌شود و با برخورد با پستی بلندی‌های اطلاعات براساس نقشه سه بعدی، اطلاعات را به صورت تمام نگاری ذخیره می‌کند.
این روش کاملاً عملی علاوه بر افزایش سرعت انتقال و میزان ذخیره اطلاعات، امتیاز دیگر هم دارد که تغییر نکردن ابعاد دیسک‌ها است. دیسک‌های تمام نگاری، ابعادی در حدود DVD معمولی دارند و از همه مهم‌تر عمل ضبط اطلاعات و خواندن آن توسط دستگاه‌های تمام‌نگاری، بسیار کم هزینه‌است و طبق پیش‌بینی شرکت اپتور، استفاده از این دیسک‌ها به زودی در میان کاربرها رایج خواهد بود. قطر این دیسک‌ها حدود ۱۲ سانتی‌متر است که تفاوت چندان با قطر دی وی دی‌ها ندارد. اگر با دقت به سطح پشتی یکی از این دیسک‌های تمام نگاری نگاه کنید، می‌توانید ردیف‌های اطلاعات ضبط شده را به صورت سه بعدی را در آن ببینید.

فناوری هولوگرام کاربرد‌های بیشماری دارد. از جمله آن‌ها می‌توان به، به نمایش گذاشتن مدل‌های شبیه‌سازی‌شده پیش از ساخت قطعات و دستگاه‌ها در زمینه مهندسی، تصویربرداری پزشکی، استفاده از تصاویر واقع‌گرایانه و تعاملی برای کاربردی‌تر کردن آموزش، خلق آثار هنری و تبلیغاتی و استفاده از هولوگرام‌های پیچیده با اهداف امنیتی بر روی اسناد حساس همچون اسکناس‌ها برای کاهش امکان جعل اشاره کرد. اما فناوری هولوگرام صرفا به بازسازی تصاویر واقع‌گرایانه محدود نمی‌شود.
از این فناوری برای ذخیره اطلاعات در حجم بالا نیز می‌توان استفاده کرد. درحالی که به نظر می‌رسد دی‌وی‌دی‌ها و بلوری‌ها به انتهای عمر خود نزدیک می‌شوند، فناوری هولوگرام می‌تواند جایگزین مناسبی باشد. شرکت‌های بزرگی ازجمله Maxwell با استفاده از لایه‌های هولوگرافی، موفق به تولید لوح‌های فشرده‌ای شده‌اند که تا ۴ ترابایت ظرفیت ذخیره اطلاعات دارد. مایکروسافت نیز در اواخر سال ۲۰۲۰، از پروژه‌ای رونمایی کرد که هدف آن تولید دستگاه‌هایی برای ذخیره اطلاعات در حجم بالا با استفاده از فناوری هولوگرام برای سرویس ابری خود است.
فناوری هولوگرام هر روز به حوزه‌های مختلفی وارد می‌شود و طیف وسیعی از خدمات و فناوری‌ها را در بر می‌گیرد. برگزاری کنسرت زنده با فناوری هولوگرام از خوانندگانی که از دنیا رفته‌اند، کاربردی بودن این فناوری در صنعت سرگرمی را نیز به اثبات رسانده است تا جایی که در سال ۲۰۱۸، ۴ هنرمند برتر از ۱۰ هنرمند برتر سال درزمینه برگزاری کنسرت، هنرمندان از دنیا رفته بودند. درواقع این فناوری نه تنها می‌تواند جنبه‌های کاربردی در زمینه‌های مهندسی و امنیتی داشته باشد، می‌تواند در صنایع مختلف سرگرمی نیز به کار گرفته شود.
- یکی از رایج‌ترین کاربرد‌های هولوگرام، برگزاری ویدئو کنفرانس‌هایی است که هولوگرام افراد به جای خودشان در اتاق کنفرانس نمایان می‌شود و سخنرانی می‌کند.[۴]

#### موارد استفاده
از موارد استفاده تکنولوژی هولوگرام می‌توان به چاپ هولوگرام اشاره نمود، تولید کنندگان کالا و محصولات برای اصالت کالای تولیدی خود از لیبل هولوگرام استفاده می کنند، و با چسباندن آن روی محصول کالای خود را از دیگر کالا ها متمایز نموده و به آن اعتبار می بخشند، از آنجایی که جعل هولوگرام کار ساده‌ای نیست لذا می‌توان با اطمینان از این نوع لیبل ها استفاده نمود.
هولوگرام قادر است همزمان تصاویر متفاوتی را به‌طور مجزا و در زاویه های مختلف به نمایش بگذارد و حجم زیادی از اطلاعات را در خود جای دهد. چاپ هولوگرام به صورت سه بعدی توسط دستگاه های پیشرفته انجام می‌شود. بسیاری از تولید کنندگان از هولوگرام به عنوان برچسب تزئینی نیز استفاده می‌نمایند, چرا که هولوگرام به وسطه دارا بودن رنگهای زیبا و جلوه های بصری ویژه باعث جلب نظر خریداران و مشتریان و در نتیجه موجب افزایش فروش کالا و خدمات می‌گردد.